# Aleksander Aamodt Kilde
Aleksander Aamodt Kilde (Bærum, 21 september 1992) is een Noorse alpineskiër. Hij vertegenwoordigde zijn vaderland op de Olympische Winterspelen 2014 in Sotsji, op de Olympische Winterspelen 2018 in Pyeongchang en op Olympische Winterspelen 2022 in Peking. 

## Carrière
Kilde maakte zijn wereldbekerdebuut in oktober 2012 in Sölden. In december 2013 scoorde hij in Lake Louise zijn eerste wereldbekerpunten. Tijdens de Olympische Winterspelen van 2014 in Sotsji eindigde de Noor als dertiende op de Super G, op de afdaling en de supercombinatie wist hij niet te finishen.
Op de wereldkampioenschappen alpineskiën 2015 in Beaver Creek eindigde Kilde als achtste op de supercombinatie, als negentiende op de Super G en als 26e op de afdaling. In februari 2015 behaalde hij in Saalbach-Hinterglemm zijn eerste toptienklassering in een wereldbekerwedstrijd. In december 2015 stond de Noor in Val Gardena voor de eerste maal in zijn carrière op het podium van een wereldbekerwedstrijd. Op 30 januari 2016 boekte Kilde in Garmisch-Partenkirchen zijn eerste wereldbekerzege. In het seizoen 2015/2016 won hij de kristallen bokaal op de Super G. In Sankt Moritz nam de Noor deel aan de wereldkampioenschappen alpineskiën 2017. Op dit toernooi eindigde hij als vierde op zowel de Super G als de alpine combinatie en als zesde op de afdaling, op de reuzenslalom wist hij niet te finishen. Tijdens de Olympische Winterspelen van 2018 in Pyeongchang eindigde Kilde als dertiende op de Super G, als vijftiende op de afdaling en als 21e op de alpine combinatie.
Tijdens de Olympische Winterspelen 2022 in Peking behaalde Kilde zijn eerste medailles op een internationaal toernooi. Op de Super G behaalde Kilde de bronzen medaille terwijl hij op de combinatie enkel de Oostenrijker Johannes Strolz voor zich moest laten en zo de zilveren medaille mee naar Noorwegen mocht nemen.

## Resultaten

### Olympische Spelen
| Jaar | Plaats      | Resultaten                                                     |
| ---- | ----------- | -------------------------------------------------------------- |
| 2014 | Sotsji      | DNF Afdaling 13e Super G DNF Supercombinatie                   |
| 2018 | Pyeongchang | 15e Afdaling 21e Combinatie 13e Super G DNF run 1 Reuzenslalom |
| 2022 | Peking      | 5e Afdaling · Combinatie · Super G                             |

### Wereldkampioenschappen
| Jaar | Plaats               | Resultaten                                                                     |
| ---- | -------------------- | ------------------------------------------------------------------------------ |
| 2015 | Beaver Creek         | 26e Afdaling 19e Super G 8e Supercombinatie                                    |
| 2017 | Sankt Moritz         | 4e Super G 4e Supercombinatie 5e Landenwedstrijd 6e Afdaling DNF1 Reuzenslalom |
| 2019 | Åre                  | 8e Afdaling 22e Combinatie 24e Super G DNF1 Reuzenslalom                       |
| 2023 | Courchevel & Méribel | Afdaling · Super G · DNF run 1 Reuzenslalom · DNS run 2 Combinatie             |

### Wereldbeker
Eindklasseringen
| Seizoen   | Algm   | AD   | SL  | RS  | SG     | SC     | PAR |
| --------- | ------ | ---- | --- | --- | ------ | ------ | --- |
| 2013/2014 | 80e    | 55e  | -   | -   | 29e    | 39e    |     |
| 2014/2015 | 75e    | 48e  | -   | -   | 26e    | -      |     |
| 2015/2016 | 7e     | 12e  | -   | 36e | Goud   | 16e    |     |
| 2016/2017 | 7e     | 13e  | 36e | 29e | Brons  | Brons  |     |
| 2017/2018 | 15e    | 14e  | -   | 19e | 12e    | 15e    |     |
| 2018/2019 | 8e     | 4e   | -   | 30e | 5e     | 26e    |     |
| 2019/2020 | Goud   | 4e   | -   | 8e  | Brons  | Zilver | 13e |
| 2020/2021 | 11e    | 8e   | -   | 17e | 5e     |        | 14e |
| 2021/2022 | Zilver | Goud | -   | 35e | Goud   | -      |     |
| 2022/2023 | Zilver | Goud | -   | 25e | Zilver |        |     |
| 2023/2024 | 14e    | 7e   | -   | 23e | 16e    |        |     |

Wereldbekerzeges
| Nr | Datum            | Plaats                 | Onderdeel |
| -- | ---------------- | ---------------------- | --------- |
| 01 | 30 januari 2016  | Garmisch-Partenkirchen | Afdaling  |
| 02 | 27 februari 2016 | Hinterstoder           | Super G   |
| 03 | 15 december 2018 | Val Gardena            | Afdaling  |
| 04 | 14 februari 2020 | Saalbach-Hinterglemm   | Super G   |
| 05 | 18 december 2020 | Val Gardena            | Super G   |
| 06 | 19 december 2020 | Val Gardena            | Afdaling  |
| 07 | 3 december 2021  | Beaver Creek           | Super G   |
| 08 | 4 december 2021  | Beaver Creek           | Afdaling  |
| 09 | 17 december 2021 | Val Gardena            | Super G   |
| 10 | 29 december 2021 | Bormio                 | Super G   |
| 11 | 14 januari 2022  | Wengen                 | Afdaling  |
| 12 | 21 januari 2022  | Kitzbühel              | Afdaling  |
| 13 | 6 maart 2022     | Kvitfjell              | Super G   |
| 14 | 26 november 2022 | Lake Louise            | Afdaling  |
| 15 | 3 december 2022  | Beaver Creek           | Afdaling  |
| 16 | 4 december 2022  | Beaver Creek           | Super G   |
| 17 | 17 december 2022 | Val Gardena            | Afdaling  |
| 18 | 13 januari 2023  | Wengen                 | Super G   |
| 19 | 14 januari 2023  | Wengen                 | Afdaling  |
| 20 | 21 januari 2023  | Kitzbühel              | Afdaling  |
| 21 | 4 maart 2023     | Aspen                  | Afdaling  |